# Jüdischer Friedhof (Goslar)

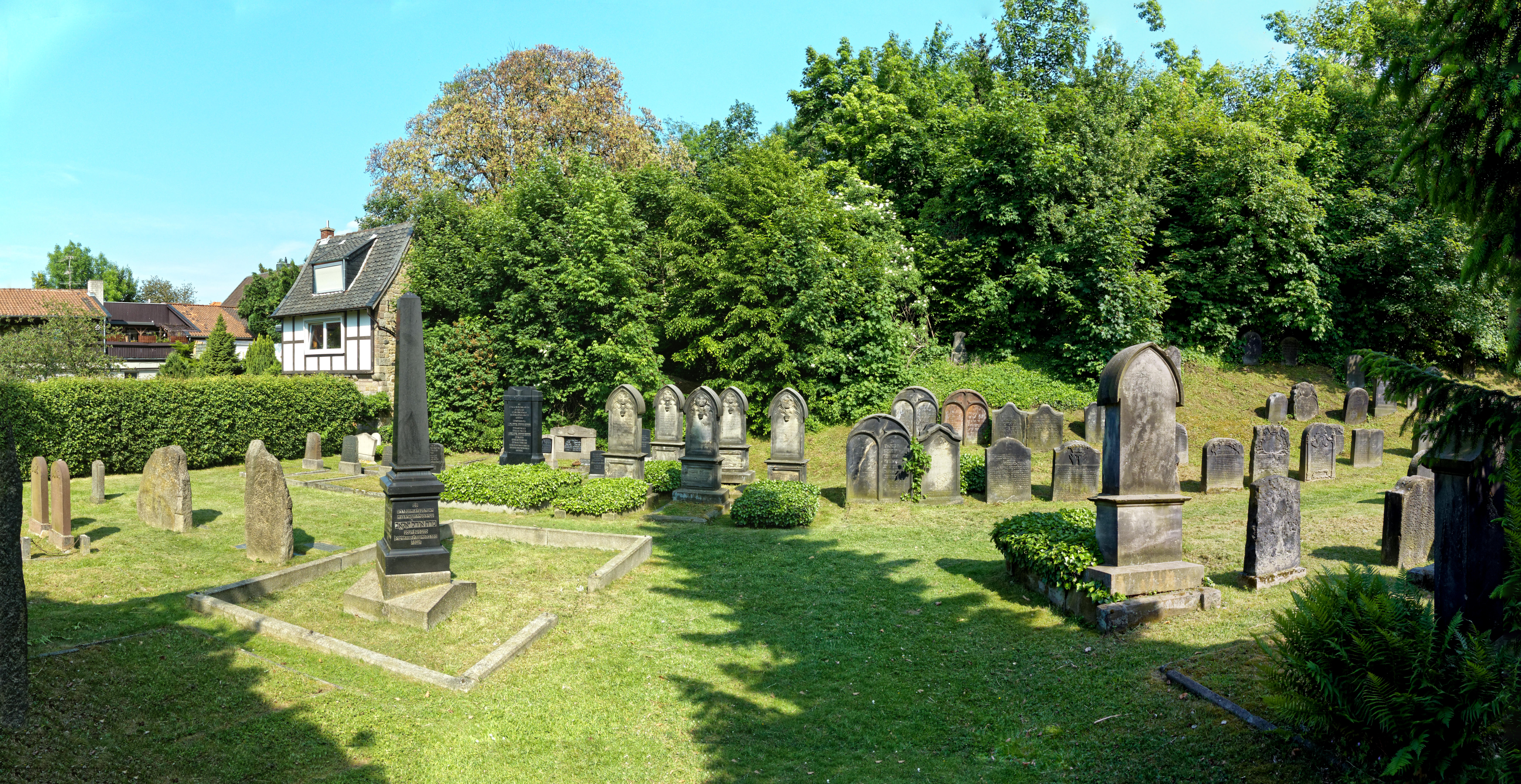
Panoramaansicht

Der Jüdische Friedhof Goslar liegt in der Stadt Goslar in Südniedersachsen in der Glockengießerstraße.

## Beschreibung
Der Friedhof wurde von 1649 bis 1938 belegt. Seit 1946 finden wieder Bestattungen auf ihm statt. Bei den 151 vorhandenen Grabsteinen handelt es sich um 145 Grabsteine im eigentlichen Sinne und um 6 Erinnerungssteine. Zwischen 1998 und 2000 wurden die Grabsteine fachkundig gereinigt und konservatorisch behandelt. Seit dem 1. August 2017 ist der Friedhof tagsüber außer samstags für den öffentlichen Besuch geöffnet.

## Bilder

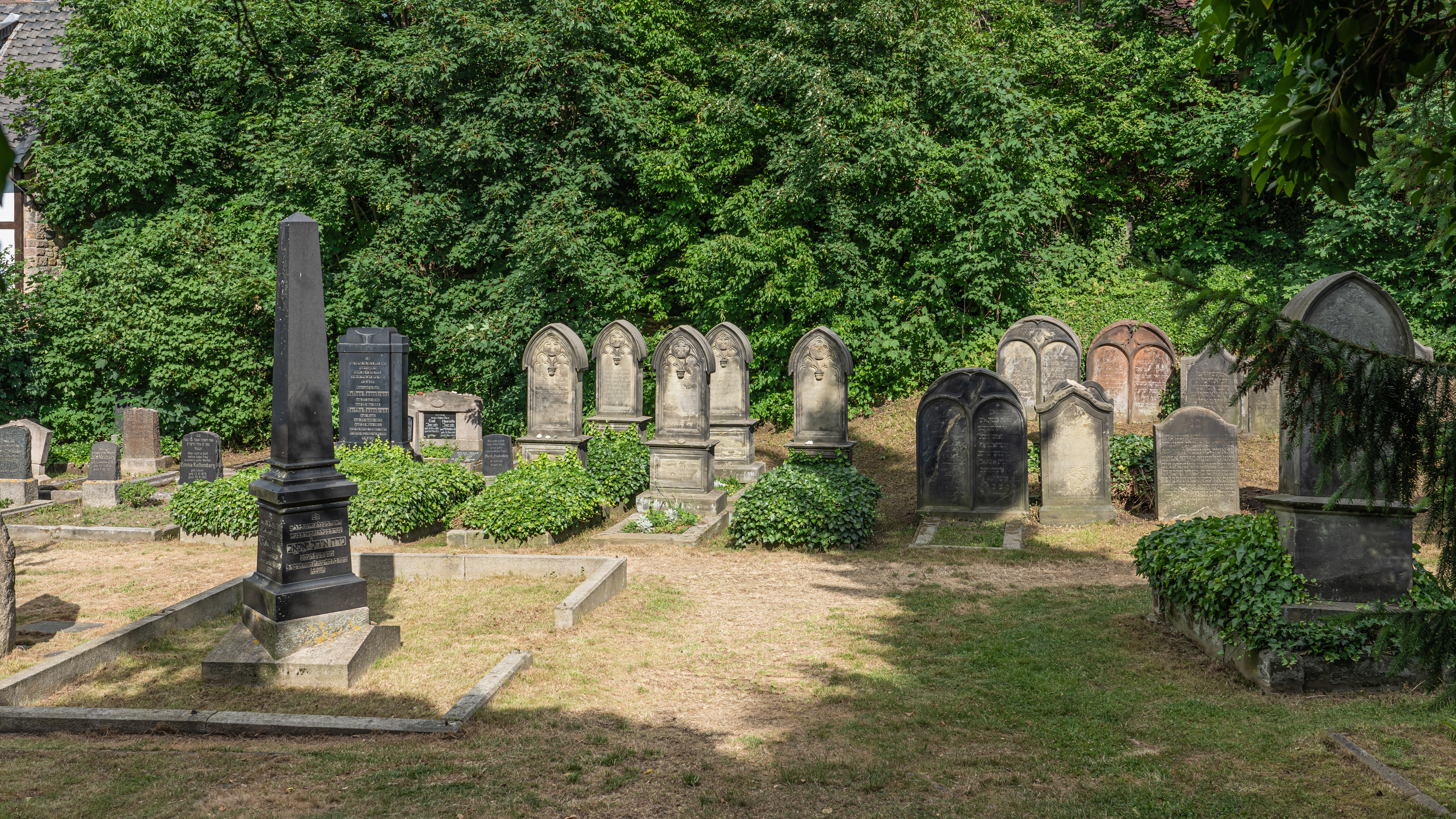
Ansicht aus Richtung Eingangstor
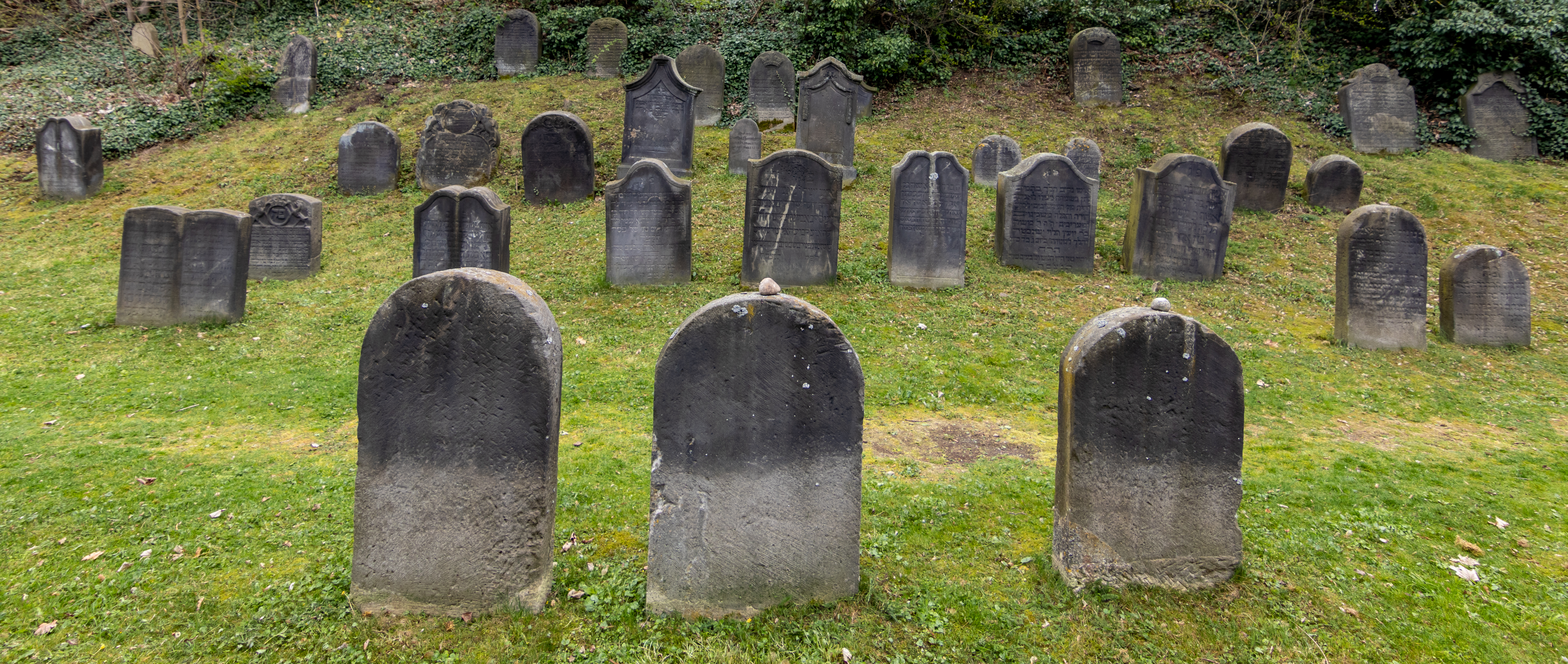
Detailansicht
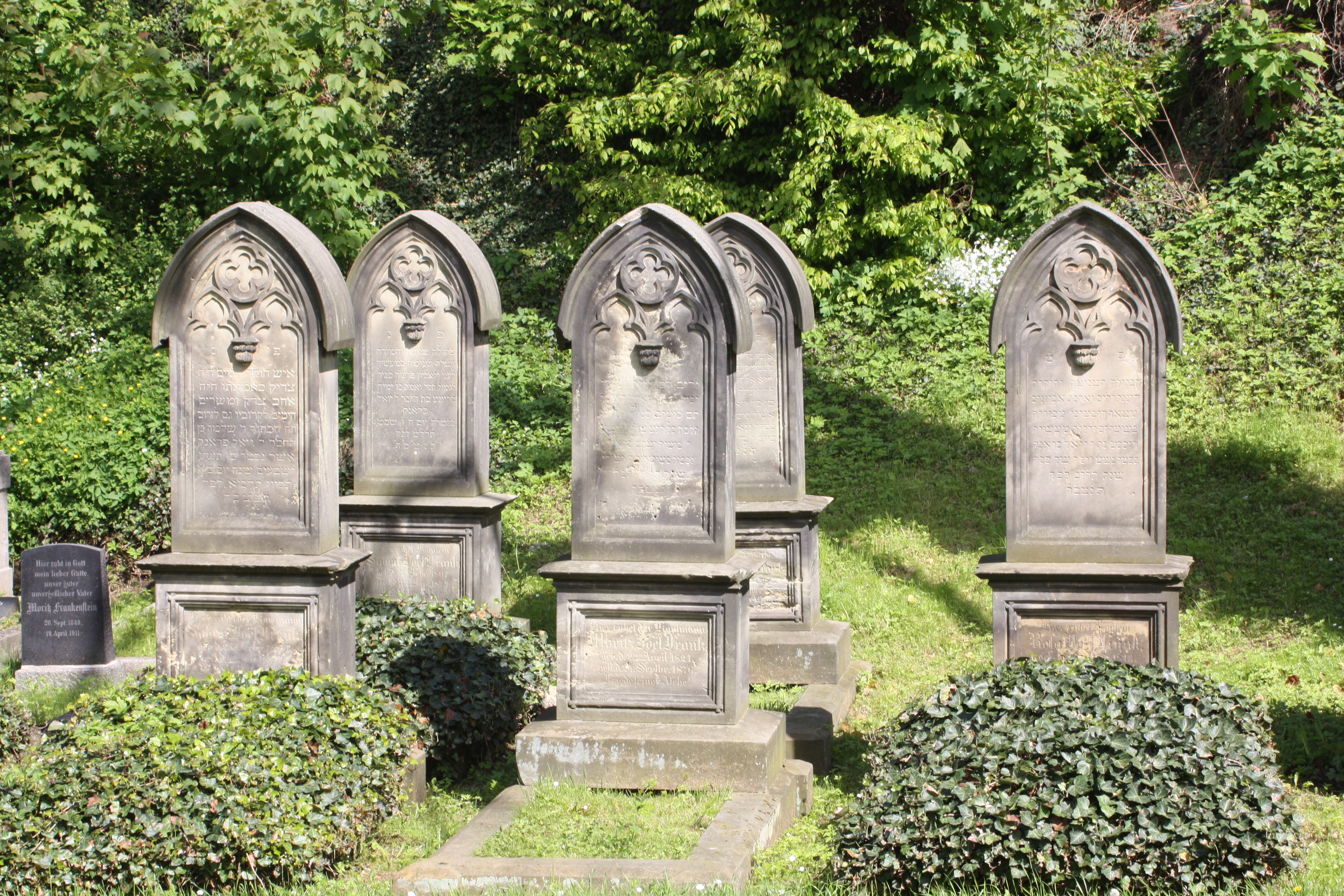
Detailansicht